# Семыкина, Анастасия Михайловна
Анастасия Михайловна Семыкина (англ. Anastasia Semykina; род. 1 марта 1976, Свердловск) — американский экономист российского происхождения, Чарльз и Джоан Хауорт профессор экономики экономического факультета Университета штата Флорида, специализируется на теоретической и прикладной эконометрике с акцентом на панельные модели данных с выбором, применяет эмпирические исследования по экономике труда, экономике образования, экономике с переходной экономикой и экономической психологии.

## Биография
Родилась 1 марта 1976 года в Свердловске.
Получила степень бакалавра экономики с отличием в 1997 году и диплом специалиста по экономике с отличием в 1998 году на экономическом факультете Уральского государственного университета. Научным руководителем была Клара Питер. Курсы читали: С.М. Кадочников, И.М. Тёмкина, В.А. Середа, Е.П. Дятел, В.И. Олигин-Нестеров, Д.В. Пивоваров, Ф.А. Шолохович, В.Д. Мазуров.
Защитила степень магистра экономики (M.A.) в Центре экономических исследований и высшего образования — экономическом институте (CERGE-EI) в 2001 году. Была удостоена звания доктора экономических наук (Ph.D.) в Университете штата Мичиган в 2006 году.
Свою преподавательскую деятельность начала в должности ассистента профессора в 2006—2012 годах, ассоциированного профессора в 2012—2018 годах, Чарльз и Джоан Хауорт профессора экономики экономического факультета Университета штата Флорида с 2018 года.

## Награды
За свои достижения была неоднократно награждена:
- 2018 — грант за статью «Исследования-Практики-Партнерство для изучения внедрения научных стандартов следующего поколения в Калифорнии» (совместно с Ниу Гао, Хансом Джонсоном, Кортни Ли и Джонатаном Айлером) от Института образовательных наук[англ.];
- 2017 — грант за статью «Рыночные и нерыночные цены на землю и инвестиции в Китае» (совместно с Тяньфэном Ли и Ричардом К. Фейоком) по программе Линкольнского института земельной политики[англ.];
- 2007 — грант ассистента профессора первого года преподавания от Университета штата Флорида;
- 2002—2003 — грант «Новые возможности для экономических исследований и анализа политики в странах с переходной экономикой» от Агентства США по международному развитию;
- 2000, 2001 — стипендия от CERGE-EI;
- 1998, 1999 — стипендия Coca-Cola от CERGE-EI.